# Clío (revista)
Clío, del pasado al presente és una revista espanyola de divulgació de la història publicada per MC Ediciones del 2008. Es tracta d'una publicació mensual i de caràcter plural que vol arribar a un públic gran i divers dins de l'àmbit de l'estat espanyol.

## Nom
Clio és el nom de la musa de la història i la poesia heroica, una de les 9 musses gregues i filles de Zeus i Mnemòsine, la personificació de la memòria. Se la coneix per dur a la mà dreta una trompeta i a l'esquerra el llibre de Tucídides, per lloar el passat del qual és musa. Apareix vestida amb la corona de llorer en record dels herois, les seves batalles, glòries i derrotes. Pot anar acompanyada d'un globus terraqüi, el qual fa referència al temps i a com algun dia tot present es converteix en passat. Se li atribueix la funció d'oferir glòria i ho feia amb càntics a les proeses dels guerrers victoriosos.
La publicació va adoptar el nom de Clío en honor de la musa. Però no és aquest l'únic símbol que detalla el caràcter de la publicació, sinó que el subtítol, "del pasado al presente", també desvela els continguts.
Tal com expliquen a l'editorial que obre el primer número de la revista, tot l'equip pretén "donar a conèixer els antecedents dels conflictes, escenaris que aquests han generat i elements de reflexió per pensar críticament sobre ells".

## Inici
El 19 de novembre de 2001 l'empresa francesa Hachette Filipacchi va treure al mercat el primer número de la revista Clío. L'article en portada es titulava "De la URSS a Rússia" i va iniciar la seva trajectòria amb un editorial a la primera pàgina destinat a presentar la publicació i els seus continguts.
La iniciativa va ser liderada per Jesús Ulled i Xavier Casals. Ulled era editor de les revistes Qué leer i Fotogramas i, segons s'explica a l'article especial dels 10 anys de vida de la publicació, tenia l'objectiu de fer una revista d'història "àgil i dinàmica" per aprendre sobre el passat amb la lògica del "periodisme davant posicions més acadèmiques i didàctiques més tradicionals". Casals, per la seva banda, va aportar els seus coneixements com a professional dins del camp de la història. A més a més, tenia experiència en edició de revistes i havia sigut cap de redacció de L'Avenç (1994-1998).
El nou projecte va apostar per fer la història atractiva a través d'imatges i altres elements gràfics que fessin els continguts atractius. Tot i això, la base es trobava en la jerarquització de continguts: Actualidad, El presente, Grandes temas, Revivir el pasado, Escaparate, Clío + i e-Clío. Seccions diverses, amb articles d'opinió, recomanacions literàries i de museus, així com una relació temàtica de continguts entre articles diferents. Des del seu punt de vista, Clío havia de ser "versàtil, plural, aplicant les possibilitats de les noves tecnologies i aprofitant el poder de la imatge" per convertir-se en una revista d'èxit.

## Història
Als dos anys de vida, durant el 2003, la bona acollida que Clío havia tingut va començar a decaure. La primera causa va ser la pujada de preu, el qual va passar de les 250 pessetes inicials a 600. En segon lloc, no va aconseguir la mateixa difusió que la seva principal competidora, La aventura de la historia. Les crítiques dels lectors apuntaven a uns articles amb contingut pobre i a una disminució de noms destacats com a autors de peces puntuals. La publicació va millorar de manera progressiva el seu format, cap a una estructura més atractiva i un millor equip d'edició.
El juliol de 2008 es va fer pública la compra de MC Ediciones de la revista Clío, fins llavors en mans de Hachette Filipacchi. L'editorial catalana, amb seu a Barcelona, va adquirir la publicació amb un tiratge mitjà de 35.383 segons l'OJD, que la situava entre els cinc revistes més llegides de divulgació científica.
La pèrdua de Clío va ser la primera d'un seguit de vendes. La casa francesa va haver de vendre uns mesos després la també popular Qué leer, a MC Ediciones, va tancar Ragazza i va fer manifesta una seriosa decaiguda del negoci.
La notícia de la compra va quedar esvaïda uns mesos més tard. L'octubre del 2008, a la 39 edició dels Premis Control, Clío va rebre un premi en la categoria de Revista especialitzada. Els guardonats són escollits cada any per l'opinió dels lectors i de jurats professionals en el camp de la comunicació.
Per la seva banda, Clío ha continuat a la seu del Passeig Sant Gervasi de MC Ediciones. Aquí va complir els 10 anys l'octubre de 2011 i va publicar un especial al número 120. Actualment, sumen ja més de 130 números publicats.
El recull de dades de 2011 de l'OJD la situen en el cinquè lloc de revistes més llegides dins de la classificació de publicacions d'història i art. Amb una tirada mitjana de 46.585 i una difusió de 18.674, competeix directament Sàpiens.

## Contingut
Actualment la revista té menys de 100 pàgines i un preu de 3,50 €. La publicació no porta inclosos regals de manera regular, però sí que ha inclòs en múltiples ocasions CDs amb material històric interactiu i llibre com Días de infamia de Michael Coffey i Franco no estudió en West Point de Gabriel Cardona.
Les seccions han anat variant al llarg dels anys, tot i això, sempre han mantingut els continguts d'actualitat, sota el mateix títol a la secció pertinent. En cada número aborden també grans esdeveniments de la història, així com fets de menys rellevància en la història global però sí importants en àmbits territorials i culturals delimitats.
Malgrat tractar-se d'una publicació especialitzada, no perd el caràcter didàctic que l'obliga a usar un registre estàndard. A més a més, combina articles amb informació en profunditat amb recursos visuals i peces més breus per emfatitzar o matisar detalls importants o de difícil comprensió.
Els reportatges són un dels fonaments de Clío. Tot i que la temàtica varia en cada número, i entre les peces d'un mateix, la majoria tenen una connexió amb l'actualitat o amb l'aportació de punts de vista curiosos. Un exemple d'articles de cas són "¿La revolución amenaza el pasado faraónico egipcio?", que mostrava com la revolució contra Mubarack podia afectar el passat, i "50 noticias que cambiaron la historia", un repàs interessant per fets que van canviar el transcurs de la història. Un altre article destacat i significatiu pel que fa al contingut és el de "Israel-Palestina. ¿Paz por territorios?". Es va publicar al segon número de la revista, amb l'11-S molt recent, i va explicar de manera clara el conflicte àrab-israelià.
Cal destacar les peces anomenades biografies i perfils, on donen a conèixer personalitats importants. En la major part dels casos es desenvolupa la vida de persones que van ser clau en algun moment de la història. Busquen ensenyar el perfil humà alhora que es desvelen detalls que el transcurs del temps ha oblidat en favor de la transmissió dels esdeveniments.
Els articles d'opinió, la crítica de llibres i una agenda amb activitats lligades a la divulgació de la història ocupen les pàgines de contingut més lleuger. El principal objectiu d'aquestes seccions és motivar el consum cultural amb crítiques i propostes.
Cadascun dels textos va acompanyat d'imatges, tant pintures de l'època com gravats, fotografies o altres recreacions més modernes. En aquest sentit tenen un lloc destacat els mapes que la mateixa revista elabora per descriure recorreguts de fets històrics o la gran qualitat d'imatges sobre els esdeveniments i de gran riquesa com a complement dels textos.

### Edicions especials
El març de 2009 va sortir el primer Clío Especial. "Cátaros, ¿rebeldes con causa?" és el títol de la portada d'un número destinat a aprofundir en el conflicte de la croada. L'últim número publicat és el 14, el qual va ser publicat el juliol de 2012 aprofitant el període de vacances per recórrer les 100 destinacions d'Espanya amb més història.
Una segona edició especial va arribar als quioscs el novembre de 2012. Aquest va ser el primer número de Clío en el mundo, una col·lecció destinada a conèixer els orígens d'altres països. La primera entrega va centrar-se en la República de Malta.

## Relació de directors i col·laboradors
El primer director de la revista va ser Xavier Casals, que va ocupar el càrrec des del naixement de Clío fins al 2003. El seu substitut va ser Josep Antoni Borrell, qui encara ocupa el mateix lloc, i compta amb el mateix Xavier Casals com a assessor editorial des que va deixar de ser director.
Amb Borrell al capdavant, la resta de l'equip el formen Laura Manzanera, cap de redacció, i Ana M. Aguilar, encarregada de maquetació. La redacció compta amb col·laboradors fixes i puntuals, i tres persones encarregades de l'elaboració d'infografies i cartografia. La revista compta amb una llarga llista de noms que han signat articles al llarg dels més de 10 anys de vida de la publicació.
Els redactors més habituals són i han estat els següents:
- Ares, María (2003-2008)
- Borrell, Josep Antoni Borrell (des del 2002)
- Broggi, David (des del 2003)
- Campos, Andrés (des del 2010)
- Casals, Xavier (2002-2011)
- Coria, Javier (2003-2011)
- Dalmases, Pablo Ignacio de (2004-2010)
- Díaz Aldai, José Antonio (2006-2008)
- Fernández, Fausto (des del 2008)
- Garcés, Fernando (des del 2005)
- Giménez Chueca, Iván (des del 2004)
- Gurgone, Federico (des del 2008)
- Manzanera, Laura (des del 2002)
- Martos, José Ángel (2003-2008)
- Pino Olmedo, Francisco Luis del (des del 2005)
- Piña, Begoña (des del 2008-actualitat)
- Pugés, Oriol (2008-2011)
- Ramila, Janire (des del 2010)
- Revelles, David (des del 2004)
- Rius, Montse (2003-2007)
- Sainz de la Maza, Ana (2004-2006)
- Sancho, Enrique (des del 2009)
- Velasco, María V. (2004-2011)

També han signat articles puntuals personatges destacats:
- Manuel Vázquez Montalbán (escriptor)
- Sabino Fernández Campo (militar)
- Santiago Carrillo (polític)
- César Vidal (historiador, escriptor i periodista)
- Fernando García de Cortázar (historiador)
- Javier Tusell (historiador)
- Henry Kamen (historiador)
- Paul Preston (historiador)
- Ian Gibson (historiador)
- Stanley G. Payne (historiador)